# Amenhotep I.
Amenhotep I. (egipčansko jmn-ḥtp(w), Amon je zadovoljen, amarnski klinopis a-ma-an-ha-at-pe ali -at-pa, Amenôthes I) ali Amenofis I. (iz starogrškega starogrško Ἀμένωφις, Aménofis, tudi Ḏsr-k3-R`, Džeserkere) je bil drugi faraon Osemnajste egipčanske dinastije.
Za Amenhotepa I. na splošno velja, da je vladal od leta 1526 do 1506 pr. n. št.  Bil je sin Ahmoza I. in kraljice Ahmoz-Nefertari. Imel je vsaj dva starejša brata, Ahmoz-Anka in Ahmoz-Sapairja, in ni pričakoval, da bo podedoval egipčanski prestol. Nekje med 17. letom vladanja in smrtjo Ahmoza I. je njegov uradni  dedič umrl in Amenhotep je postal prestolonaslednik in vladal približno 21 let.
Njegova vladavina je slabo dokumentirana, vendar je mogoče iz razpoložljivih dokazov sestaviti njeno osnovno zgodovino. Podedoval je kraljestvo, ki so ga oblikovala očetova vojaška osvajanja, in ohranil prevlado nad Nubijo in delto Nila, egipčanske prevlade v Levantu pa verjetno ni poskušal ohraniti. Nadaljeval je z obnovo templjev v Gornjem Egiptu in revolucionarno spremenil zasnovo pokopališkega kompleksa, tako da je ločil svojo grobnico od pogrebnega  templja. Takšna zasnova je postala trend in se ohranila v celotnem Novem kraljestvu. Po smrti je postal bog zavetnik Deir el-Medine.

## Družina
Amenhotep I. je bil sin Ahmoza I. in kraljice Ahmoz-Nefertari. Njegova starejša brata, prestolonaslednik Ahmoz Sapair in Ahmoz-ank, sta umrla pred njim in mu tako odprla pot za njegov vzpon na prestol. Na oblast je prišel verjetno zelo mlad in je zato v njegovem imenu nekaj časa kot regentka vladala njegova mati. Za svojo veliko kraljevo ženo je vzel svojo starejšo sestro Ahmoz-Meritamon. Druga žena Sitkamoz je izpričana samo na steli Devetnajste dinastije.
Odnosi med Amenhotepom I. in drugimi možnimi družinskimi člani so nejasni. Kot njegova sestra in žena se kljub alternativni teoriji, da je bila njegova stara mati, običajno omenja Ahhotep II. Domneva se, da je imel z njo sina Amenemheta, ki je umrl zelo mlad. Mnenja o tem so soglasna, čeprav nekateri argumenti govorijo proti temu razmerju. Ker ni imel živih dedičev, ga je nasledil Tutmoz I., ki se je poročil z njegovo sestro Ahmoz. Ker Ahmoz v nobenem napisu ni omenjena kot "kraljeva hči", nekateri znanstveniki dvomijo, da je bila sorojenka  Amenhotepa I.

## Datumi in dolžina vladanja
V 9. vladarskem letu Amenhotepa I. so na 9. dan tretjega meseca poletja opazovali heliakalni vzhod Sotisa (Sirij). Sodobni astronomi so izračunali, da se je to zgodilo leta 1537 pr. n. št., če so vzhod opazovali v Memfisu ali  Heliopolisu. Če so ga opazovali v Tebah, se je to zgodilo leta 1517 pr. n. št. Za pravo se običajno šteje  opazovanje v Tebah, ker so bile v zgodnji Osemnajsti dinastiji prestolnica Egipta. Amenhotep je torej prišel na prestol leta 1526 pr. n. št., čeprav leto 1546 pr. n. št. ni povsem izvzeto.
Manetonov Epitome omenja, da ja Amenhotep I. vladal 20 let in 7 mesecev ali 21 let, odvisno od vira. Najvišje dokazano Amenhotepovo vladarsko leto je 10. leto. Manetonovo trditev potrjuje odlomek iz grobne avtobiografije maga Amenemheta, ki eksplicitno trdi, da je pod Amenemhetom I. služboval 21 let. Po visoki kronologiji je Amenhotep I. vladal od okoli 1546 do 1526 pr. n. št., po nizki kronologiji pa od okoli 1526 do 1506 pr. n. št. ali 1525 do 1504 pr. n. št. Datumi njegovega vladanja se pri posmeznih avtorjih razlikujejo za nekaj let.

## Zunanja politika
Horovo ime Amenhotepa I. "Bik, ki osvaja dežele" in nebti  "Tisti, ki vzbuja veliko grozo", se na splošno tolmačita kot njegova težnja, da bi vladal sosednjim ljudstvom. Dve grobni besedili kažeta, da je vodil vojni pohodi v Nubijo. Grobno besedilo Ahmoza, sina Ebana, omenja, da je Amenhotep I. poskušal razširiti mejo Egipta proti jugu v Nubijo in na pohodu porazil nubijsko vojsko. Grobna biografija Ahmoza Pen-Nekebeta pravi, da se je boril tudi na pohodu v Kuš. Obe besedili opisujeta verjetno isti vojni pohod. Amenhotep I. je zgradil tempelj v Saiju, kar kaže, da je ustanovil egipčanska naselja vse do Tretjega katarakta.
V grobnici Ahmoza Pen-Nekebeta je omenjen tudi pohod v deželo Kehek, katere lokacija ni znana. Dolgo je veljalo, da se Kehek nanaša na libijsko pleme z enakim imenom, zato se je domnevalo, da so napadalci iz Libije izkoristili smrt Ahmoza I., da bi se preselili v zahodno delto Nila. Domneva ne drži, ker  se je pleme Kehek pojavilo pozneje, identiteta dežele Kekeh pa zato ostaja neznana. Njena mogoča lokacija Nubija, predlagane pa so bile tudi Zahodna puščava in tamkajšnje oaze, saj se zdi, da so te spet padle pod egipčansko oblast.
Egipt je Zahodno puščavo in oaze izgubil v drugem vmesnem obdobju Egipta in vstajo Hiksov. Ali je Amenhotep I. osvojil vse izgubljene oaze, ni povsem jasno. Na eni od stel ima naslov "princ-governer oaz", ki bi lahko pomenil, da je vzpostavil stanje, kakršno je bilo pred drugim vmesnim obdobjem.
Med njegovim vladanjem Amenhotepa I. ni omenjen noben pohod v Sirijo in Palestino. Na Tomboški steli njegovega naslednika Tutmoza I. je omenjen Tutmozov pohod vse do Evfrata, na katerem ni naletel na nikogaršnji odpor. Ker pred tem pohodom ni omenjen noben Tutmozov pohod v Azijo, bi to lahko pomenilo, da je Sirijo pacificiral eden od njegovih predhodnikov, verjetno Amenhotep I. 
Dve omembi Levanta, ki sta bila verjetno napisani med njegovo vladavino, bi lahko bili sodobni priči njegove kampanje. V eni od grobnic, ki bi lahko bila Amenhotepova, je omenjen Kedmi nekje v Kanaanu ali Transjordaniji, v Amenemhetovi grobnici pa so omenjene sovražnosti Mitanija. Nobena od navedb se morda ne nanaša ravno na to kampanjo, niti ni nujno, da sega ravno v Amenhotepovo vladavino. Lokacija Amenhotepove grobnice ni zanesljiva. In ne nazadnje je Amenemhet služil pod več vladarji, za katere je znano, da so napadli Mitani. Zapisi iz Amenhotepove vladavine so preprosto preveč skopi in preveč nejasni, da bi iz njih lahko sklepali o kakršni koli sirski kampanji.

## Kulturni in intelektualni razvoj raljestva
Najdenih je bilo veliko Amenhotepovih kipov, večinoma iz ramzeškega obdobja in povezanih z njegovim posmrtnim kultom, kar otežuje preučevanje umetnosti njegovega obdobja. Nekaj njegovih pristnih kipov kaže, da je nadaljeval s prakso kopiranja slogov Srednjega kraljestva. Umetnost v zgodnji Osemnajsti dinastiji je bila še posebej podobna tisti iz zgodnjega Srednjega kraljestva. Kipi Amenhotepa I. so jasne kopije kipov  Mentuhotepa II. in Senusreta I. Kipi so tako zelo podobni, da so imeli sodobni egiptologi težave pri njihovem razlikovanju.
Vas umetnikov v  Deir el-Medini, ki so zaslužni za večino umetnin v grobnicah naslednjih generacij vladarjev in plemičev Novega kraljestva, je ustanovil verjetno Amenhotep I. Najstarejše tam najdeno ime je ime Tutmoza I. V vasi umetnikov sta bila očitno pomembna tako Amenhotep kot njegova mati, saj sta bila njena božanska zavetnika.
Egipt je med Amenhotepovo vladavinao doživel literarni razvoj. Knjiga Kaj je v podzemnem svetu (egipčanska Knjiga mrtvih), pomembno besedilo, ki je bilo v rabi  v Novem kraljestvu, naj bi dobila svojo končno obliko med Amenhotepovo vladavino, saj se je prvič pojavila v okrasju grobnice njegovega naslednika Tutmoza I. Zdi se, da je iz tega obdobja  tudi Ebersov papirus, glavni vir informacij o staroegipčanski medicini. Na zadnji strani papirusa je omemba heliakalnega vzhoda Sotisa (Sirij), po katerem se običajno izračunava kronologija zgodnjega Novega kraljestva.
Zdi se, da je bila med vladavino Amenhotepa I. izumljena prva vodna ura. Zasluge za ustvarjanje te naprave si je v svoji grobni biografiji pripisal Amenhotepov dvorni astronom Amenemheb, čeprav je najstarejši ohranjeni mehanizem iz obdobja Amenhotepa III. Izum je bil zelo koristen za merjenje časa, saj egipčanska ura ni bila fiksno časovno obdobje, ampak 1/12 noči. Poletna ura je bila torej krajša od zimske. Vodno uro je bilo mogoče prilagoditi tudi za natančno merjenje krajših ur.

## Gradbeni projekti
Amenhotep I. je začel ali nadaljeval gradnjo templjev v Gornjem Egiptu. Njegovi nasledniki so večino teh  zgradb razstavili ali podrli. Iz pisnih virov je razvidno, da je arhitektu Ineniju naročil razširitev templja v Karnaku. Inenijeva grobna biografija kaže, da je zgradil 20 kubitov široka apnenčasta vrata na južni strani Karnaka. Zgradil je tudi Amonovo sveto barko in kopijo Bele kapele Senusreta III. Klesane kamnite bloke teh zgradb so odkrili v polnilu tretjega pilona Amenhotepa III., kar je omogočilo, da se nekatere od prvotnih struktur ponovno zgradijo. V Karnaku je zgradil tudi zgradbe za svoj festival Sed, s katerim naj bi se po 30 letih vladanja obnovila faraonova moč in moč kraljestva.  Amenhotep je verjetno umrl, preden jih je lahko uporabil. V Nubiji je zgradil tempelj v Saïju, v Gornjem Egiptu pa templje na Elefantini, Kom Ombu, Abidosu in tempelj boginje Nekbet. Kolikor je znano, v Spodnjem Egiptu ni zgradil ničesar pomembnega, tako kot njegov oče.

### Pokopališki kompleks
Amenhotep I. je bil prvi egipčanski kralj, ki je svoj pogrebni tempelj ločil od svoje grobnice, verjetno zato, da bi svojo grobnico obvaroval pred roparji. Njegov tempelj je bil postavljen na severnem koncu Deir el-Baharija. Zdi se, da je imel Deir el-Bahari zanj nekakšen poseben pomen, saj je v bližini tudi grobnica njegove kraljice  Ahmoz-Meritamon. Amenhotepov pogrebni tempelj je bil v veliki meri porušen, da bi se pripravil prostor za spodnjo teraso pogrebnega templja, ki ga je približno 50 let pozneje zgradila kraljica Hačepsut. Od njega je ostalo le nekaj opek z vtisnjenim Amenhotepovim imenom. Kraljevi kipi so bili prestavljeni v bližnji pogrebni tempelj Mentuhotepa II.

## Grobnica in pokop
Mesto prve Amenhotepove grobnice ni jasno prepoznano.  Poročilo o varnosti kraljevih grobnic na tebanski nekropoli, napisano  med nemirno vladavino Ramzesa IX., pravi, da je bila takrat nedotaknjena, vendar njene lokacije ne omenja. Za grobnico Amenhotepa I. sta predlagani dve lokaciji: prva visoko v Dolini kraljev (KV39) in druga v Dra Abu el-Nagi (ANB). Izkopavanja KV 39 kažejo, da je bila uporabljena ali ponovno uporabljena za shranjevanje mumij iz Deir el-Baharija, tudi dobro ohranjene Amenhotepove mumije, pred ponovnim končnim pokopom. V KV39  so našli predmete z njegovim imenom in imeni nekaterih družinskih članov.

### Mumija
Nekoč v Dvajseti ali Enaindvajseti dinastiji je bila Amenhotepova prvotna grobnica  izropana ali se štela za nezanesljivo in bila izpraznjena. Njegova mumija je bila verjetno večkrat preseljena. Našli so jo v grobnici v Deir el-Bahariju nad templjem kraljice Hačepsut, skrito skupaj z mumijami številnih kraljev in plemičev Novega kraljestva iz pozne Dvaindvajsete dinastije ali kasneje. Od tam je bila prenesena v Egipčanski muzej v Kairu. Njegova mumija očitno ni bila oropana, svečeniki, ki so mumijo preselili, pa so poskrbeli, da je ostala nedotaknjena. Zaradi izvrstne obrazne maske je edina kraljeva mumija, ki je sodobni egiptologi niso odvili in pregledali. Leta 1932 je bila rentgensko pregledana. Faraonova starost ob smrti je bila ocenjena na 40–50 let. Leta 1967 je bila ponovno rentgensko pregledana. Zaradi dobrega stanja njegovih zob je bila ocenjena starost ob smrti znižana na 25 let.
Aprila 2021 je bila njegova mumija s še 17 drugimi mumijami kraljev in 4 kraljic prenešena v Narodni muzej egipčanske civilizacije. Dogodek so poimenovali Zlata parada faraonov.

### Digitalno odvijanje mumije
Njegovo mumijo so 4. maja 2019 raziskali z neinvazivnim CT skeniranjem in digitalno odvili, da bi dobili vpogled v njegov videz, zdravje, vzrok smrti in slog mumificiranja. S to tehniko so bile ustvarjene dvodimenzionalne in tridimenzionalne slike maske, povojov in mumije. Študija je pokazala, da je bil ob smrti star okoli 35 let. Njegove organe so odstranili skozi navpični rez za balzamiranje in telesno votlino napolnili s platnom; srce so pustili v prsni votlini. Možganov niso poskusili odstraniti. Očesne votline so pustili prazne. Nikjer na telesu ni videti nobenih podkožnih oblog. Obe nosnici sta bili zamašeni z zvitki platna, impregniranega s smolo. Med povoji so bili amuleti in nakit. Na hrbtni strani njegovih bokov je obrobljen pas, verjetno iz zlata. Telo so posmrtno poškodovali roparji grobnice in mu odtrgali glavo, levo roko, desno dlan in desno stopalo. Na sprednjem delu trupa je velika luknja. Med previjanjen pred ponovnim pokopom so si prizadevali popraviti poškodbe. Pritrdili so glavo in okončine, nogo pa podprli z desko.

## Nasledstvo in zapuščina
Za Amenhotepa I. se domneva, da je imel samo enega otroka, sina, ki je umrl v otroštvu. Nekateri viri kažejo, da sploh ni imel otrok. Nasledil ga je Tutmoz I., ki je bil očitno visoka vojaška osebnost. Sorodstvo med njima ni jasno, vendar se domneva, da je bil Tutmoz  I. sin Amenhotepovega starejšega brata Ahmoza Sipairija. Amenhotep je morda pred smrtjo imenoval Tutmoza I. za svojega sovladarja, ker se njegovo ime pojavlja ob Amenhotepovem na božanski barki, ki so jo arheologi našli v polnilu tretjega pilona v Karnaku. Večina učenjakov meni, da je to le dokaz Tutmozove povezave z njegovim kraljevim predhodnikom. Eno od besedil je tolmačeno tako, da je Amenhotep za sovladarja imenoval svojega sinka, ki je umrl pred njim samim. Znanstveniki soglašajo, da za nobeno trditev ni dovolj trdnih dokazov.

### Posmrtni kult
Amenhotep je bil po smrti pobožanstven in postal božanstvo zavetnik vasi v Deir el-Medini. Pobožanstvena je bila tudi njegova mati, ki je živela vsaj eno leto dlje od njega, in postala del njegove litanije. Njemu so bila posvečena številna praznovanja, ki so potekala skozi vse leto. V prvem mesecu leta je bil praznik v čast Amenhotepovega prikaza delavcem nekropole, kar verjetno pomeni, da je bil njegov idol pripeljan v Deir el-Medino. Naslednji praznik je bil na 13. dan 4. meseca. Še dva praznika sta bila v sedmem mesecu. Prvi je bili "razgrnitev pogrebnega kavča za kralja Amenhotepa" in se je praznoval verjetno v spomin na dan njegove smrti. Drugi, ki  se je praznoval štiri dni čisto na koncu istega meseca, je bil "veliki praznik kralja Amenhotepa, gospodarja mesta". Kasneje v egipčanski zgodovini se je po tem prazniku sedmi mesec leta preimenoval v Famenot. Praznik je bil tudi 27. dan 9. meseca, zadnji znani praznik pa se je praznoval več dni med 11. in 13. dnevom 11. meseca. Posvečen je bil verjetno Amenhotepovemu prihodu na prestol.
Amenhotepov pogrebni kult dodatno osvetljujejo številni dokumenti, za katere se zdi, da podrobno opisujejo njemu posvečene obrede. Trije papirusi iz časa Ramzesa II. beležijo liturgijo, ki so jo uporabljali svečeniki, reliefi v Karnaku in Medinet Habuju pa ponazarjajo izbrane obrede in uroke. Večina obredov se nanaša na pripravo in izvajanje vsakodnevnih libacij za idola, vključno z recitacijo formule ḥtp-dỉ-nsw, ter čiščenje in zapiranje svetišča ob koncu dneva. Preostali zapisi se nanašajo na to, kako izvajati različne praznike skozi vse leto. Amenhotepov idol ali svečenik, ki ga je zastopal, je v teh primerih predstavljal Amenhotepa samega in opravil čaščenje Amona in ne samega sebe, kar v Starem Egiptu ni bila tipična kultna praksa.